# Naci Ünüvar
Naci Ünüvar (Zaandam, 13 juni 2003) is een Turks-Nederlands voetballer die onder contract staat bij FC Twente. Hij is de oudere broer van Emre Ünüvar.

## Clubcarrière

### Ajax
Naci Ünüvar speelde sinds 2011 in de jeugdopleiding van Ajax. Hij tekende in mei 2019 zijn eerste contract bij Ajax, dat hem tot medio 2022 aan de club verbindt. Eveneens in mei 2019 won hij de Abdelhak Nouri Trofee voor het grootste talent in de jeugdopleiding van Ajax.
In seizoen 2019/20 speelde hij in het team Ajax onder 19. Op 13 december 2019 maakte Ünüvar zijn debuut in het betaald voetbal. In de uitwedstrijd van Jong Ajax bij Cambuur mocht hij invallen voor Brian Brobbey. Een week later maakte hij zijn eerste doelpunt voor Jong Ajax. Dit was tegen Top Oss nadat hij mocht invallen voor Sontje Hansen. Op 22 januari 2020 debuteerde hij op zestienjarige leeftijd voor het eerste team. Hij kwam een kwartier voor het einde in het veld tijdens de bekerwedstrijd tegen SV Spakenburg en scoorde via een penalty de 7-0. Hij werd hiermee de jongst scorende debutant voor Ajax. Hierna kreeg hij te maken met een terugval.
De eerste helft van seizoen 2020/21 verliep moeizaam. Ünüvar kreeg geen nieuwe kansen in het eerste team en stond in Jong Ajax lang niet altijd in de basis. Sinds de jaarwisseling vond Ünüvar zijn draai en met zes doelpunten en een assist in twaalf wedstrijden, gespeeld in 2021, beleefde Ünüvar zijn meest waardevolle periode in het betaald voetbal.
In seizoen 2021/22 bleef hij spelen voor Jong Ajax. In het eerste elftal kreeg hij nauwelijks kansen en slechts twee invalbeurten in de KNVB beker.

### Verhuur aan Trabzonspor
In seizoen 2022/23 verhuurde Ajax hem aan Trabzonspor, dat 150.000 euro betaalde als huursom. In zijn debuutwedstrijd mocht hij tien minuten voor tijd invallen en wist nog een assist te maken. Dit was tegelijkertijd zijn eerste competitiewedstrijd in zijn seniorencarrière. Vanwege een blessure richting het einde van het seizoen werd zijn huurcontract ontbonden en keerde Ünüvar terug naar Ajax.

### Verhuur aan FC Twente
Vanaf 1 juli 2023 werd Ünüvar voor één jaar verhuurd aan eredivisionist FC Twente. In de officiële wedstrijden van competitie en beker stond Ünüvar 25 keer op het veld en maakte hij vier doelpunten. Na afloop van het seizoen keerde hij terug naar Ajax.

### Verhuur aan Espanyol
Op 5 augustus 2024 gaf Ajax aan dat Ünüvar bij deze club mocht vertrekken. Op 29 augustus 2024 werd Ünüvar opnieuw verhuurd, ditmaal aan RCD Espanyol in Spanje. De huurovereenkomst ging op 29 augustus 2024 in en liep aanvankelijk tot medio 2025, met een optie tot koop voor de Spaanse club. Ünüvar kreeg bij Espanyol echter weinig speeltijd: hij speelde slechts vier competitiewedstrijden, waarna Ajax en Espanyol in januari 2025 overeenkwamen de huur voortijdig te beëindigen. 

### FC Twente
Op 16 januari 2025 maakte Ajax bekend dat het contract van Ünüvar, dat nog liep tot medio 2026, werd ontbonden. Daarmee vertrok Ünüvar na 14 seizoenen bij Ajax . Op dezelfde dag maakte FC Twente bekend dat hij transfervrij overstapte naar FC Twente, waar hij een contract tekende tot medio 2028. 

## Clubstatistieken

### Beloften
| Seizoen | Club      | Land               | Competitie     | Competitie | Competitie | Competitie |
| Seizoen | Club      | Land               | Competitie     | Wed.       | Dlp.       | Ass.       |
| ------- | --------- | ------------------ | -------------- | ---------- | ---------- | ---------- |
| 2019/20 | Jong Ajax | Vlag van Nederland | Eerste divisie | 10         | 1          | 5          |
| 2020/21 | Jong Ajax | Vlag van Nederland | Eerste divisie | 29         | 7          | 1          |
| 2021/22 | Jong Ajax | Vlag van Nederland | Eerste divisie | 33         | 16         | 12         |
| 2022/23 | Jong Ajax | Vlag van Nederland | Eerste divisie | 1          | 0          | 0          |
| Totaal  | Totaal    | Totaal             | Totaal         | 73         | 24         | 18         |

### Senioren
| Seizoen         | Club            | Land               | Competitie       | Competitie | Competitie | Competitie | Beker | Beker | Beker | Internationaal | Internationaal | Internationaal | Totaal | Totaal | Totaal |
| Seizoen         | Club            | Land               | Competitie       | Wed.       | Dlp.       | Ass.       | Wed.  | Dlp.  | Ass.  | Wed.           | Dlp.           | Ass.           | Wed.   | Dlp.   | Ass.   |
| --------------- | --------------- | ------------------ | ---------------- | ---------- | ---------- | ---------- | ----- | ----- | ----- | -------------- | -------------- | -------------- | ------ | ------ | ------ |
| 2019/20         | Ajax            | Vlag van Nederland | Eredivisie       | 0          | 0          | 0          | 1     | 1     | 0     | 0              | 0              | 0              | 1      | 1      | 0      |
| 2020/21         | Ajax            | Vlag van Nederland | Eredivisie       | 0          | 0          | 0          | 0     | 0     | 0     | 0              | 0              | 0              | 0      | 0      | 0      |
| 2021/22         | Ajax            | Vlag van Nederland | Eredivisie       | 0          | 0          | 0          | 2     | 0     | 1     | 0              | 0              | 0              | 2      | 0      | 1      |
| 2022/23         | → Trabzonspor   | Vlag van Turkije   | Süper Lig        | 8          | 1          | 1          | 2     | 2     | 0     | 2              | 0              | 0              | 12     | 3      | 1      |
| 2023/24         | → FC Twente     | Vlag van Nederland | Eredivisie       | 19         | 3          | 3          | 0     | 0     | 0     | 6              | 1              | 0              | 25     | 4      | 3      |
| 2024/25         | → RCD Espanyol  | Vlag van Spanje    | Primera División | 2          | 0          | 0          | 2     | 0     | 1     | 0              | 0              | 0              | 4      | 0      | 1      |
| 2024/25         | FC Twente       | Vlag van Nederland | Eredivisie       | 11         | 0          | 1          | 0     | 0     | 0     | 2              | 0              | 0              | 13     | 0      | 1      |
| Carrière totaal | Carrière totaal | Carrière totaal    | Carrière totaal  | 40         | 4          | 5          | 7     | 3     | 2     | 10             | 1              | 0              | 57     | 8      | 7      |

Bijgewerkt op 19 mei 2025.

## Interlandcarrière
Ünüvar komt sinds december 2017 uit voor de nationale jeugdelftallen van Oranje. Hij werd in mei 2019 Europees kampioen met Oranje onder 17.
Op 17 maart 2023 maakte Ünüvar bekend te kiezen voor het Turks voetbalelftal.

## Erelijst
| Competitie       | Winnaar       | Winnaar       | Runner-up     | Runner-up     | Derde         | Derde         |
| Competitie       | Aantal        | Jaren         | Aantal        | Jaren         | Aantal        | Jaren         |
| Nederland –17    | Nederland –17 | Nederland –17 | Nederland –17 | Nederland –17 | Nederland –17 | Nederland –17 |
| ---------------- | ------------- | ------------- | ------------- | ------------- | ------------- | ------------- |
| UEFA EK onder 17 | 1x            | 2019          |               |               |               |               |

#### Persoonlijk
- 2018/2019 – Abdelhak Nouri Trofee

1 Unnerstall ·
2 Hilgers ·
3 Lagerbielke ·
4 Kjølø ·
5 Kuipers ·
8 Booth ·
9 Van Wolfswinkel  ·
10 Lammers ·
11 D. Rots ·
14 Steijn ·
17 Van Hoorenbeeck ·
18 Vlap ·
19 Taha ·
21 Karssies ·
22 Tytoń ·
23 Sadílek ·
24 Mesbahi ·
28 Van Rooij ·
29 Kuster ·
30 Ltaief ·
32 Verschueren ·
37 Ünüvar ·
38 Bruns ·
41 Besselink ·
47 Alders ·
Coach: Oosting
· Assistent-coach: Duits
· Assistent-coach: Uneken
· Assistent-coach: De Visscher
· Keeperstrainer: Baart